# SC Kapellen-Erft
Der SC 1911 Kapellen-Erft ist ein Fußballverein aus Grevenbroich-Kapellen am linken Niederrhein in Nordrhein-Westfalen. Er war von der Saison 2012/13 bis zum Ende der Saison 2016/17 im Rhein-Kreis Neuss der Fußballverein mit der höchsten Spielklasse, der Oberliga Niederrhein.

## Geschichte
Der SC Kapellen wurde im Mai 1911 in der Kapellener Gaststätte Glasmacher als Capellener-Fußball-Club, kurz CFC, gegründet. Gespielt und trainiert wurde in den Anfangsjahren auf Weiden in der näheren Umgebung. Als Tore dienten Stangen, offizielle Regeln gab es nicht. 1913 trat der CFC dem Westdeutschen Spielverband bei. Von der Stadt wurde ein Sportplatz „Am Probstbusch“ bereitgestellt. Ungefähr dort, wo sich auch heute noch das Erftstadion befindet. Aufgrund von Verwechslungsgefahr mit dem damals schon bestehenden Cölner FC 1899 benannte sich der CFC ab 1921 in SC 1911 Kapellen um. Anfang der 1920er Jahre wurde mit dem alten Erftstadion an der Stadionstraße eine erste offizielle Spielstätte bezogen. Bis zum Neubau des Erftstadions 1974 an der Weimarstraße blieb dies die Heimat des SC Kapellen. Vor Beginn des Zweiten Weltkrieges fusionierte der SC Kapellen 1938 mit dem TV Jahn 1906 Kapellen zum TuS Kapellen 06/11. Ab 1941 ruhte der Spielbetrieb vollständig. 1946 wurde die Fusion aufgehoben. 
1947 normalisierte sich der Vereinsbetrieb wieder mit der Wiederübernahme des Vorsitzes durch Willi Wienand und der Aufnahme des Vereins in den Fußballverband Niederrhein. Der Verein nahm den Spielbetrieb in der 1. Kreisklasse auf. In der Saison 1949/50 konnte der SC Kapellen in die Bezirksklasse aufsteigen, hielt sich dort jedoch nur ein Jahr. Auch der Aufstieg 1954 hielt nur ein Jahr, die Bezirksklasse war zu dieser Zeit die vierthöchste deutsche Spielklasse. Es folgten weitere Auf- und Abstiege in die und aus der Bezirksklasse. 1963 folgte der Aufstieg in die Bezirksklasse. Seit 1974 spielt der SC 1911 Kapellen-Erft im Erftstadion an der Weimarstraße.
1977 folgte der Aufstieg in die Landesliga Niederrhein, in der Saison 2003/04 konnte man in die Verbandsliga Niederrhein aufsteigen. Ab der Saison 2012/13 spielte man in der neugegründeten Oberliga Niederrhein. 
Am 9. April 2013 trat der langjährige Vorsitzende Josef Breuer aus gesundheitlichen Gründen von seinem Amt zurück. Breuer, der seit 1954 im Verein aktiv war und seit 2005 das Amt des Vorsitzenden innehatte, übergab sein Amt vorübergehend an den 2. Vorsitzenden Peter Kempermann. Auf der nächsten Vereinsversammlung wurde Kempermann in diesem Amt bestätigt. 2016/17 stieg der Verein als 16. der Oberliga Niederrhein in die Landesliga Niederrhein ab. In der Saison 2022/23 erreichte der Verein den 6. Platz in der Landesliga Niederrhein 1.

## Persönlichkeiten
- Markus Anfang
- Franz-Wilhelm Brings
- Dirk Caspers
- Chiquinho
- Darius Ghindovean
- Thomas Hoersen
- Marco Ketelaer
- Bernd Krauss
- Maik Odenthal
- Tim Rubink
- Bachirou Salou
- Frank Schulz
- Horst Steffen
- Kani Taher
- Jürgen Willkomm
- Robert Wilschrey
- Peter Wynhoff
- Gerd Zewe